# Vodovađa
Vodovađa – wieś w Chorwacji, w żupanii dubrownicko-neretwiańskiej, w gminie Konavle. W 2011 roku liczyła 190 mieszkańców.